# Interpol
Interpol (International Criminal Police Organization) je mednarodna organizacija kriminalistične policije, ki je bila ustanovljena leta 1923 v Avstriji. Interpol danes združuje 178 držav članic, sedež organizacije pa je v francoskem Lyonu. Slovenija je postala polnopravna članica Interpola leta 1992.

## Zgodovina
Leta 1923 je bila v Avstriji ustanovljena Mednarodna kriminalistična policija (International Criminal Police - ICP), ki je predhodnica današnjega Interpola. Kratica Interpol je bila sicer sprejeta šele leta 1956. Po priključitvi Avstrije Tretjemu rajhu leta 1938 je organizacija padla pod vpliv nacistične Nemčije, leta 1942 pa je bil sedež organizacije prestavljen v Berlin. 
Po drugi svetovni vojni je bila leta 1945 organizacija spet vzpostavljena kot Mednarodna kriminalistična policija, ustanovitvene članice nove organizacije pa so bile zavezniške države Belgija, Francija, Skandinavske države ter Združeno kraljestvo. Novi sedež organizacije je bil prestavljen v Saint-Cloudu, mestecu v predmestju Pariza. Tam je imel Interpol sedež vse do leta 1989, ko je bil premeščen na današnjo lokacijo v Lyonu.

## Naloge
- Zagotoviti in realizirati največjo možno sodelovanje med kriminalističnimi policijami ne glede na razlike v pravnih sistemih držav, v skladu z deklaracijo o človekovih pravicah.

- Vzpostaviti in razvijati vse potrebne institucije, ki naj z medsebojnim sodelovanjem prispevajo v boju proti kriminalu. Že v sami ustanovni listini Interpola je prepovedano opravljati v okviru organizacije Interpol kakršna koli dejanja ali aktivnosti s političnim, vojaškim, verskim ali plemenskim ozadjem. V vsaki posamezni državi članici Interpola je policija zasnovala specifično službo, pod nadzorstvom vlade, da zagotovi in odgovori na vse preiskave - zaprosila od lokalnih in tujih policij in pravosodnih organov. Taka služba se imenuje Nacionalni Centralni Biro (NCB).

## Nacionalni centralni biro Slovenije
V Sloveniji je nacionalni centralni biro Interpola organiziran v okviru GPU - Uprave kriminalistične policije. V okviru UKP je bil ob sprejemu ustanovljen Sektor za mednarodno sodelovanje, tako imenovani Interpol Ljubljana. Nacionalni centralni biroji se namreč načeloma poimenujejo po glavnem mestu države članice Interpola.
Primarna naloga Interpola Ljubljana je posredovanje zaprosil za podatke vezanih na policijske preiskave v Sloveniji ustreznim nacionalnim centralnim birojem po svetu, od njih pa Interpol Ljubljana prav tako pridobiva podatke, ki jih potrebuje za svoje delo. V skladu s tem je Interpol Ljubljana vključen v različne med seboj neodvisne računalniško komunikacijske mreže.
Na nacionalnem nivoju je Interpol Ljubljana zadolžen za spremljanje in zagotavljanje ustreznih standardov, ki jih narekuje članstvo v organizaciji. V okviru NCB zagotavlja tudi aktivno vlogo Slovenije v mednarodnem združenju Interpola.